# Bernhard I van Baden
Bernhard I van Baden (ca. 1364 — Baden-Baden, 5 april 1431) was van 1372 tot 1431 markgraaf van Baden. Hij behoorde tot het huis Baden.

## Levensloop
Bernhard I was de oudste zoon van markgraaf Rudolf VI van Baden en Mathilde van Sponheim. Toen zijn vader in 1372 overleed, werd Bernhard I samen met zijn jongere broer Rudolf VII markgraaf van Baden.
Toen de broers volwassen waren verklaard, sloot Bernhard I samen met Rudolf VII in 1380 een erfverdrag waarin ze afspraken dat het markgraafschap Baden in niet meer dan twee delen verdeeld mocht worden. Rudolf VII kreeg daarbij de zuidelijke gebieden rond de steden Ettlingen en Rastatt toegewezen en Bernhard de noordelijke gebieden rond de steden Durlach en Pforzheim.
Bernhard nam zijn residentie in de burcht Hohenbaden, dat zich hoog boven de thermaalbaden van de stad Baden bevond. Tijdens zijn regering breidde hij de burcht uit met een gotische onderburcht. Het was ook onder zijn bewind dat het markgraafschap Baden-Hachberg terug in handen kwam van het markgraafschap Baden, nadat de Baden-Hachbergse tak van het Huis Baden was uitgestorven.
Bernhard I, die bijna zestig jaar regeerde, gaf het markgraafschap Baden ook een nieuwe en sterke administratie. Zo richtte hij een kanselarij onder leiding van een kanselier op met juristen en opgeleide schrijvers. Ook had hij vele conflicten met de steden Straatsburg, Speyer en met Rooms-Duits koning Ruprecht van de Palts. Hij sloot zich ook aan bij het bondgenootschap van Marbach dat tegen Ruprecht van de Palts gericht was. Wegens de hoge tol was Bernhard ook in conflict met steden in de Breisgau en de Elzas en hij voerde eveneens een strijd om roof en plundering tegen te gaan. In de jaren 1402-1403 voerde hij dan weer een vete met de heren van Schauenburg. 
Onder de bemiddeling van Rooms-Duits koning Sigismund, die Bernhard met het landgraafschap Breisgau beleend had, kwam het tot een korte vrede. Nadat hij 80.000 gulden had betaald, kreeg Bernhard dan weer het heerschap Hachberg en enige gebieden in het Oberland toegewezen. In 1425 kon hij zijn kandidatuur bevestigen om het graafschap Sponheim aan de Nahe te bemachtigen. In 1431 overleed Bernhard I.

## Huwelijk en nakomelingen
Op 1 september 1384 huwde hij met Margaretha van Hohenberg (overleden in 1419), de enige dochter en erfgename van graaf Rudolf III van Hohenberg. Het huwelijk bleef echter kinderloos en in 1393 liet Bernhard zich van zijn echtgenote scheiden.
Op 13 september 1397 hertrouwde Bernhard met Anna van Oettingen, dochter van graaf Lodewijk XI van Oettingen. Ze kregen volgende kinderen:
- Anna (1399 - na 1421), huwde in 1409 met graaf Lodewijk IV van Lichtenberg
- Beatrix (1400-1452), huwde in 1411 met graaf Emich VI van Leiningen-Hardenburg
- Mathilde (1401-1402)
- Margaretha (1404-1442), huwde in 1418 met graaf Adolf II van Nassau-Wiesbaden-Idstein
- Jacob (1407-1453), markgraaf van Baden
- Agnes (1408-1473), huwde in 1432 met graaf Gerard VII van Holstein en daarna in 1436 in het geheim met Hans von Höwen
- Ursula (1409-1429), huwde in 1422 met graaf Godfried IX van Ziegenhain en daarna in 1426 met hertog Ulrich II van Teck.
- Bernhard (1412-1424)
- Brigitte (1416 - na 1444), werd zuster
- Rudolf (1417-1424)

Daarnaast had hij ook nog twee buitenechtelijke kinderen:
- Bernhard, priester van Besigheim en daarna kanunnik van de kathedraal van Bazel
- Anna (overleden voor 1449), huwde voor 1439 met Paul Lutran van Ertrin, vanaf 1453 voogd van Pforzheim